# ثورة حبيب المري
ثورة حبيب بن مرة المري (132هـ / 750م)، هي ثورة على الخلافة العبَّاسية في بداية تأسيسها وتوطيدها السَّيطرة على عُموم ديار المُسلمين التي كانت تحت بني أُميَّة، إذ كان حبيب بن مُرَّة من أصحاب آخر الخُلفاء الأمويين مروان بن محمد.
بعد سقوط الخلافة الأُمويَّة نتيجة الثَّورة العبَّاسية ثم تأسيسهم الخلافة سنة 132هـ / 750م، خلع حبيب بن مرة المري وأصحابه من أهل البثنية وحوران بيعتهم للخليفة الأموي مروان بن محمد، وأعلنوا ولاءهم للعبَّاسيين. غير أن حبيبًا، والذي كان أحد قُوَّاد مروان وفرسانه، خاف على نفسه وقومه، فحرَّضته قيسًا للخروج وبايعته، فلبس البياض وبيَّض معه أنصاره خالعين بذلك طاعة الخليفة العبَّاسي أبُو العبَّاس السَّفَّاح. كان خلع حبيبًا قبل خلع أبي الورد، ليقود عمُّ الخليفة ووالي الشَّام، عبد الله بن علي العبَّاسي، حملاتٍ متكررة على حبيبًا وأصحابه، ثم دعاه إلى الصُّلح والأمان، فاستجاب حبيبًا وأمنه عبد الله ومن معه، ثم توجَّه عبد الله بن علي لمواجهة أبي الورد، والذي بيَّض أيضًا وكان من أصحاب مروان بن محمَّد آخر الخُلفاء الأمويين.

### فهرس المنشورات
1. ↑  ابن الأثير (2005)، ص. 782.

### معلومات المنشورات كاملة
الكتب مرتبة حسب تاريخ النشر
- ابن الأثير الجزري (2005)، الكامل في التاريخ، مراجعة: أبو صهيب الكرمي، عَمَّان: بيت الأفكار الدولية، OCLC:122745941، QID:Q123225171